# Colby Rasmus
Colby Ryan Rasmus (né le 11 août 1986 à Columbus, Géorgie, États-Unis) est un joueur de champ extérieur de la Ligue majeure de baseball.

## Vie personnelle

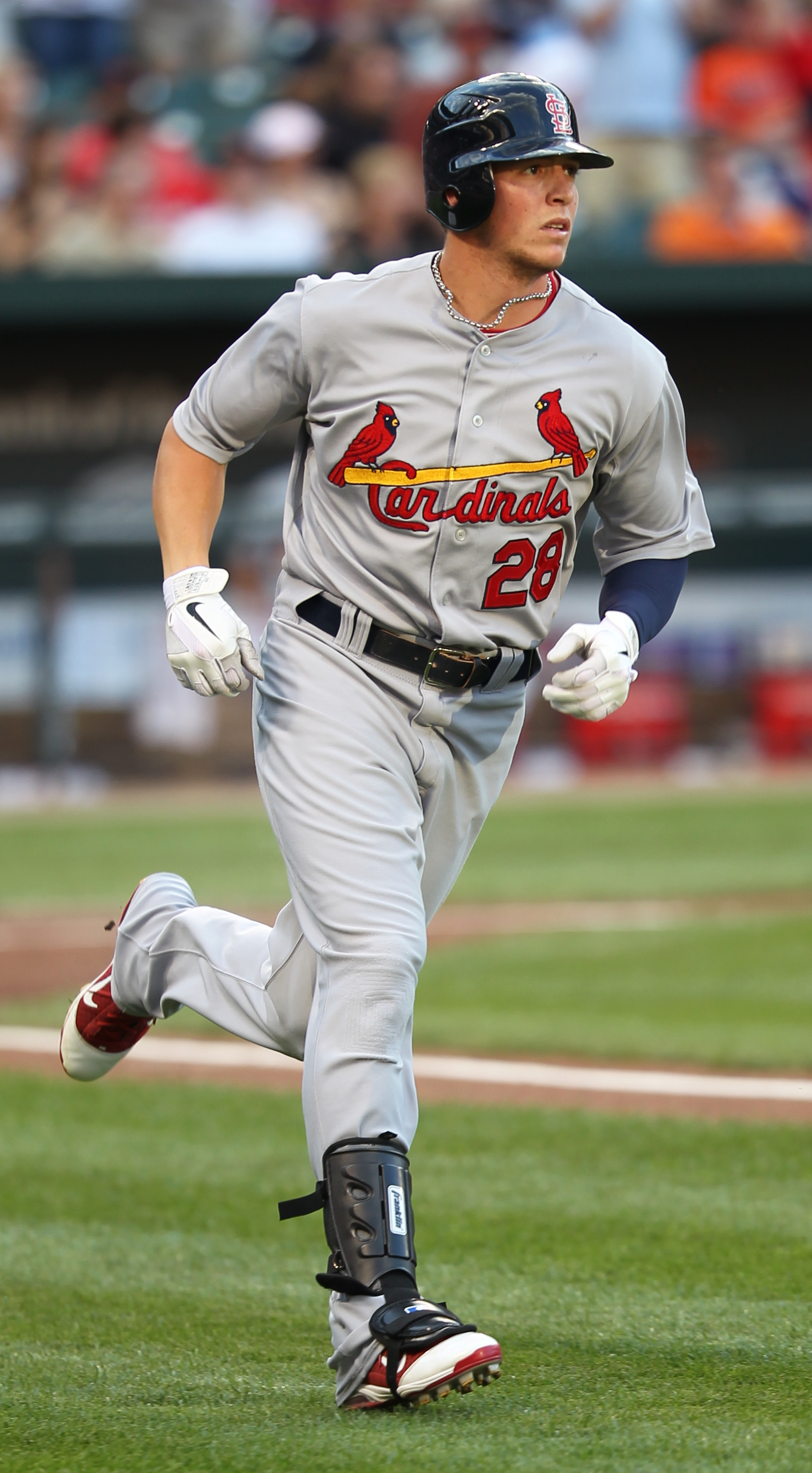
Colby Rasmus joue de 2009 à 2011 pour les Cardinals de Saint-Louis.

Colby Rasmus a trois frères, plus jeunes, qui pratiquent le baseball : Cory Rasmus est un lanceur qui a fait ses débuts en MLB en 2013, Casey est un receveur des ligues mineures dans l'organisation des Cardinals de Saint-Louis et Cyle Rasmus est un lanceur qui jouait en 2012 à l'Université Columbus State en Géorgie.

## Carrière

### Cardinals de Saint-Louis
Après des études secondaires à la Russell County High School de Seale (Alabama), Colby Rasmus est repêché le 7 juin 2005 par les Cardinals de Saint-Louis au premier tour de sélection (28e choix). Il perçoit un bonus d'un million de dollars à la signature de son premier contrat professionnel le 10 juin 2005.
Rasmus passe quatre saisons en Ligues mineures. Durant cette période, il est sélectionné en équipe nationale des États-Unis pour les Jeux olympiques de Pékin mais n'a pas joué en raison d'une blessure au genou.
Colby Rasmus joue en 2009 sa saison recrue en Ligue majeure avec les Cardinals de Saint-Louis. Il joue son premier match le 7 avril 2009 et devient dès lors titulaire dans le champ centre.
Un conflit supposé entre le manager des Cardinals Tony La Russa et Colby Rasmus défraie la manchette en 2011. La Russa déclare aux médias que le jeune joueur n'est pas à l'écoute des instructeurs de l'équipe et ne cherche pas à s'améliorer. Il refuse de faire jouer Rasmus en maintes occasions. La Russa sous-entend que Tony Rasmus, entraîneur de baseball dans un high school et père de Colby, a trop d'influence sur son fils.

### Blue Jays de Toronto

#### Saison 2011
Le 27 juillet 2011, les Cardinals échangent Rasmus aux Blue Jays de Toronto en compagnie des lanceurs Brian Tallet, Trever Miller et P. J. Walters, en retour du voltigeur Corey Patterson et des lanceurs Edwin Jackson, Marc Rzepczynski et Octavio Dotel.
La fin de saison de Rasmus chez les Jays n'est pas très bonne : il ne frappe que pour, 173 avec trois points produits en 35 matchs. Sa moyenne est de, 225 en 129 parties au total pour Saint-Louis et Toronto en 2011, avec 14 circuits et 53 points produits.

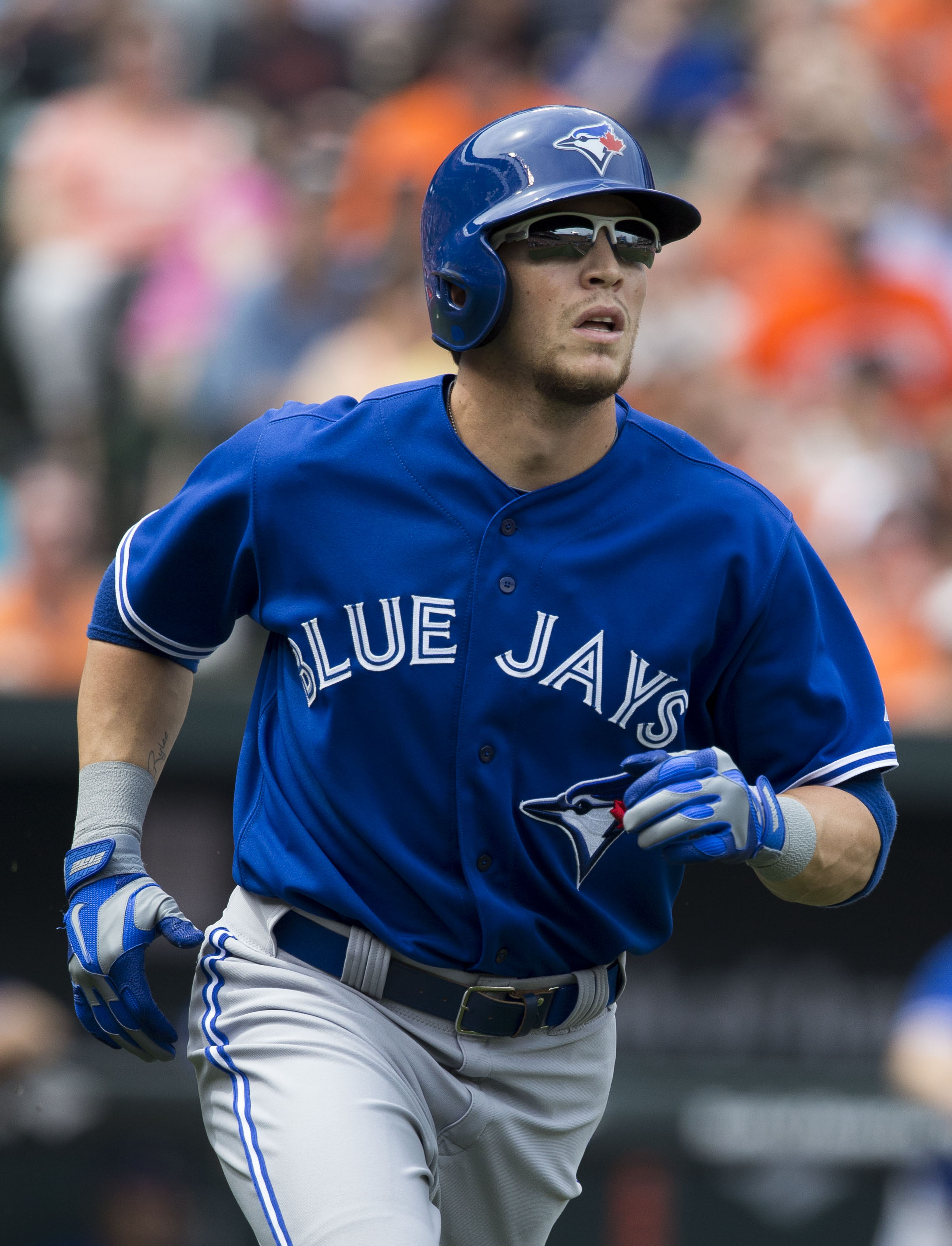
Colby Rasmus en 2014 avec les Blue Jays de Toronto.

#### Saison 2012
En 151 matchs en 2012 pour Toronto, il égale son record personnel de 23 circuits en une année et produit un nouveau sommet de carrière de 75 points. En revanche, sa moyenne de présence sur les buts de ,289 n'est pas très bonne.

#### Saison 2013
Il obtient des Jays en janvier 2013 un nouveau contrat d'une année et réplique avec une bonne saison : malgré 33 matchs joués de moins en 2013, il égale presque son total de coups de circuit de l'année précédente, avec 22 longues balles et 66 points produits. En 118 matchs, il frappe pour ,276 et est nommé meilleur joueur défensif de la saison chez les Jays.

#### Saison 2014
De retour à Toronto sur un nouveau contrat d'un an, Rasmus est limité à 104 parties en 2014 et ne peut faire mieux qu'une moyenne au bâton de ,225 et une moyenne de présence sur les buts de ,287. Il claque 18 circuits et produit 40 points. Déçu de ses performances, les Blue Jays ne lui font débuter qu'un seul match en septembre, le dernier mois de la saison, et lui indiquent qu'ils ne l'invitent pas à revenir le printemps suivant.

### Astros de Houston
Le 20 janvier 2015, Rasmus signe un contrat d'un an avec les Astros de Houston.
En 137 matchs joués à sa première saison à Houston en 2015, Rasmus frappe un nouveau record personnel de 25 coups de circuit et produit 61 points.
Il se distingue particulièrement en séries éliminatoires avec 4 circuits, 6 points produits, une moyenne au bâton de ,412 ; une moyenne de présence sur les buts de ,583 et une moyenne de puissance de 1,176 en 6 matchs. Il frappe un coup de circuit en solo dès la 2e manche du match de meilleur deuxième de la Ligue américaine qui lance la phase d'après-saison, plaçant les Astros en avant 1-0 dans un duel qu'ils remportent 3-0 pour éliminer les Yankees de New York. Il frappe 3 autres longues balles dans la Série de divisions perdue en 5 parties par Houston aux mains des Royals de Kansas City. Le 9 octobre 2015 contre les Royals, il devient le premier joueur de l'histoire des majeures à réussir un coup sûr de plus d'un but dans chacun des 6 premiers matchs éliminatoires de sa carrière, séquence amorcée avec des doubles à l'automne 2009 avec Saint-Louis.
Le 13 novembre 2015, Rasmus renonce à son statut d'agent libre et accepte l'offre qualitative de 15,8 millions de dollars des Astros. Rasmus est le premier joueur à accepter une offre qualitative en quatre ans d'existence du système de compensation plutôt que de conserver son statut de joueur autonome, les 34 joueurs ayant avant lui reçu une telle offre au cours des 3 saisons précédentes l'ayant en effet déclinée.

### Rays de Tampa Bay
Rasmus signe pour 2017 un contrat d'un an pour 5 millions de dollars avec les Rays de Tampa Bay.
Il maintient une moyenne au bâton de ,281 avec 9 circuits en 37 matchs des Rays, mais est blessé à la hanche et placé sur la liste des blessés le 23 juin. Le 13 juillet 2017, les Rays annoncent sa décision de se « mettre à l'écart » du baseball pour des raisons personnelles qui ne sont pas divulguées, et son retour avec le club n'est pas considéré comme une possibilité.

## Statistiques
| Saison | Équipe      | G   | AB  | R   | H   | 2B | 3B | HR | RBI | SB | BA   |
| ------ | ----------- | --- | --- | --- | --- | -- | -- | -- | --- | -- | ---- |
| 2009   | Saint-Louis | 147 | 474 | 72  | 119 | 22 | 2  | 16 | 52  | 3  | .251 |
| 2010   | Saint-Louis | 144 | 464 | 85  | 128 | 28 | 3  | 23 | 66  | 12 | .276 |
| Totaux | Totaux      | 291 | 938 | 157 | 247 | 50 | 5  | 39 | 118 | 15 | .263 |

| Saison | Équipe      | G | AB | R | H | 2B | 3B | HR | RBI | SB | BA   |
| ------ | ----------- | - | -- | - | - | -- | -- | -- | --- | -- | ---- |
| 2009   | Saint-Louis | 3 | 9  | 1 | 4 | 3  | 0  | 0  | 1   | 0  | .444 |
| Totaux | Totaux      | 3 | 9  | 1 | 4 | 3  | 0  | 0  | 1   | 0  | .444 |

Note : G = Matches joués ; AB = Passages au bâton; R = Points ; H = Coups sûrs ; 2B = Doubles ; 3B = Triples ; 
HR = Coup de circuit ; RBI = Points produits ; SB = Buts volés ; BA = Moyenne au bâton.